# Lipkovský potok
Lipkovský potok pramení na jižním svahu hory Klepáč v pohoří Králický Sněžník, ve výšce asi 910 m n. m., kousek pod cestou vedoucí k turistickému hraničnímu přechodu Horní Morava-Jodłów. Na místě pramene je upravená studánka. Teče k jihu a protéká vsí Horní Lipka. Místy jsou v nivě potoka vyvinuty luhy, v horní části toku se jedná o typické Piceo-Alnetum. Později uhýbá k západu a protéká Prostřední Lipkou a Dolní Lipkou, přetíná silnici při hraničním přechodu s Polskem Boboszów-Dolní Lipka a nakonec ze východně od obce Lichkov vlévá do řeky Tichá Orlice asi v nadmořské výšce 528 m. Délka toku je asi 13 km. Po celém toku přibírá četné pravostranné i levostranné přítoky, z větších např. Heřmanický potok, který se vlévá zprava ve vsi Prostřední Lipka.

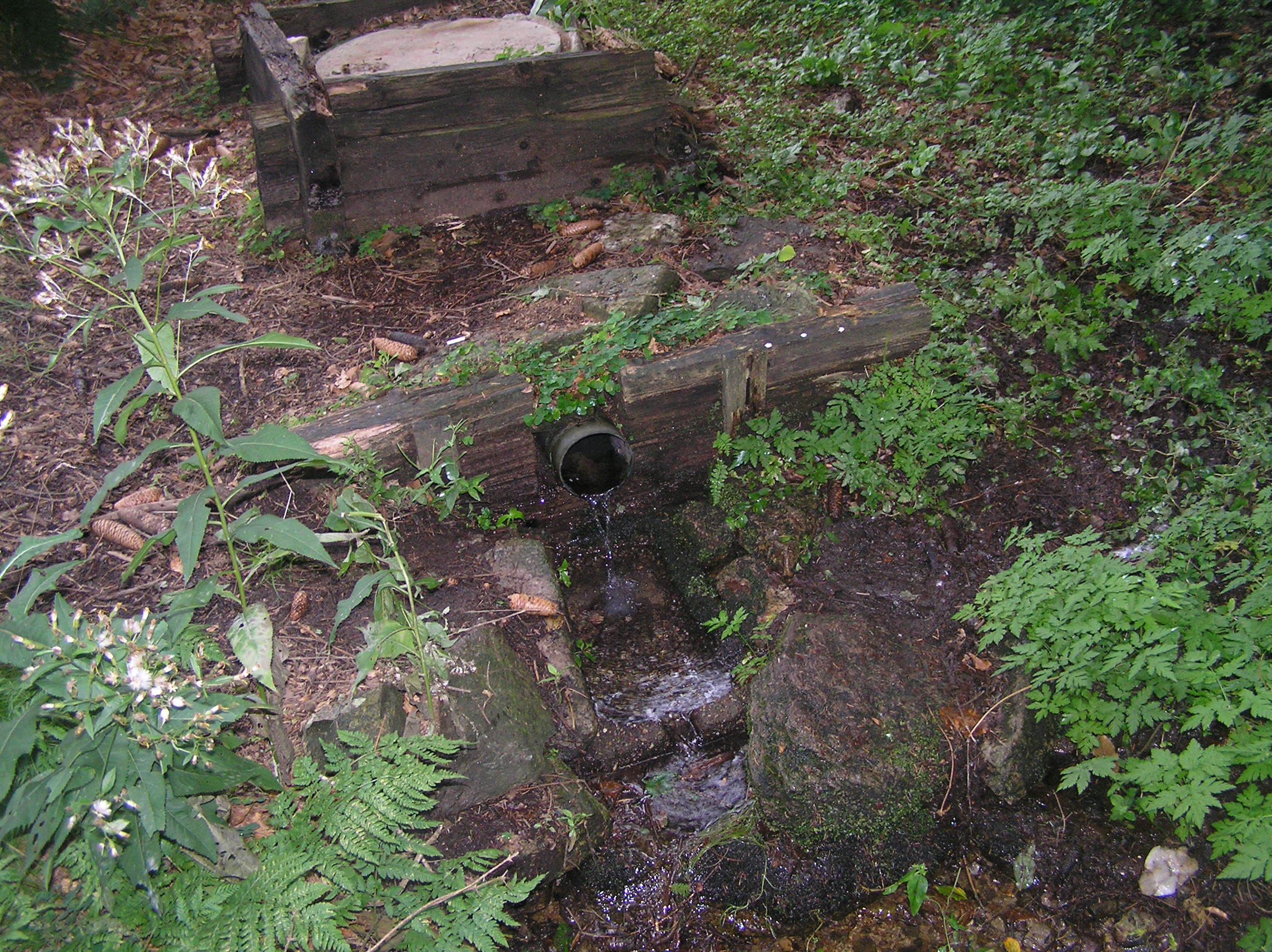
Pramen Lipkovského potoka